# کرکبراید، کامبریا
کرکبراید (به انگلیسی: Kirkbride) یک روستا و محله مدنی در بریتانیا است که در الیردال واقع شده‌است. کرکبراید ۴۸۹ نفر جمعیت دارد.